# Krtek a Panda
Krtek a Panda (čínsky 熊猫和小鼹鼠, pchin-jin: Xióngmāo hé xiǎo yǎnshǔ – Panda a Krtek) je česko-čínský animovaný televizní seriál pro děti, který volně navazuje na původní český seriál O krtkovi. Seriál byl vytvořen v koprodukci čínské televize CCTV (konkrétně její dceřiné společnosti CCTV Animation Inc.) a společnosti Little Mole Cartoon, jejíž zakladatelkou je vnučka Zdeňka Milera Karolína Milerová. V rámci seriálu bylo celkem natočeno 52 dílů, z nichž každý trvá necelých 12 minut.

## Vznik seriálu

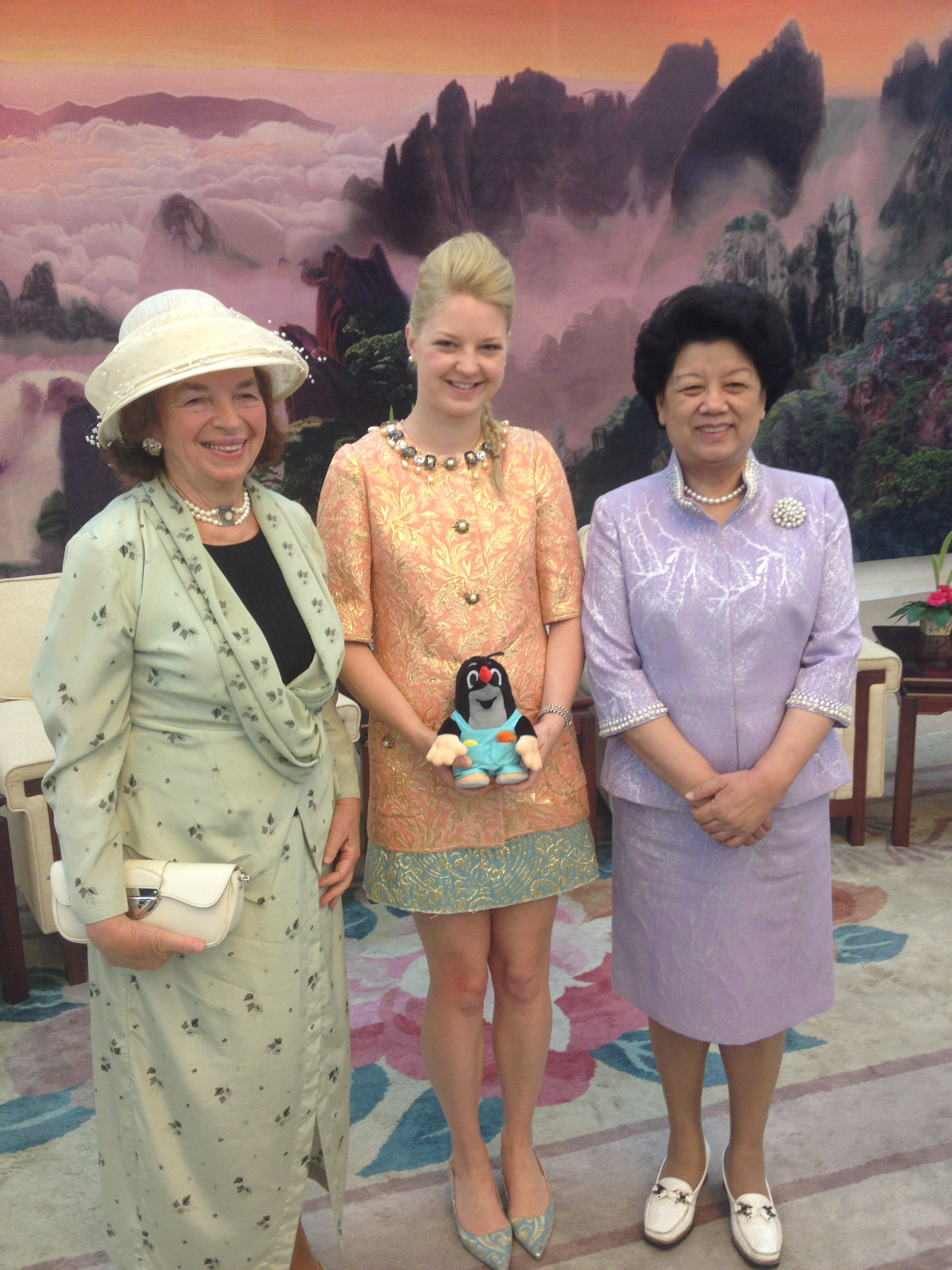
Karolína Milerová s Livií Klausovou při návštěvě Číny (2012)

V roce 2011 uzavřela Karolína Milerová se svým dědečkem Zdeňkem Millerem smlouvu, která jí měla poskytovat právo na vytváření produktů s krtečkem. Milerová poté založila společnost Little Mole Cartoon, která se spolu s čínskou společností CCTV Animation Inc. podílela na produkci seriálu Krtek a Panda. V roce 2019 měla Milerová ve společnosti Little Mole Cartoon tříčtvrtinový podíl, zbylou čtvrtinu vlastnil český podnikatel a bývalý politik Jaroslav Tvrdík.
Na produkci seriálu se většinově podílela čínská televize, která měla na starost scénář i grafické zpracování včetně 3D animace. Seriál vznikal pod vedením režisérky Ceng Wej-ťing, která se údajně se Zdeňkem Millerem osobně znala. Češi se částečně podíleli na zvukové stránce české verze. Hudbu pro ni složil hudebník Jan Maxián a komentář zčásti namluvil herec Miroslav Táborský.
Natočilo se celkem 52 epizod seriálu, první série 26 dílů vyšla v roce 2016 a druhá série také 26 dílů v roce 2017. V Česku se první série se vysílala v češtině mj. na televizní stanici TV Barrandov a vyšla na DVD. Slavnostního promítání prvního dílu na Pražském hradě se kromě prezidenta Miloše Zemana účastnila také místopředsedkyně Státní rady Čínské lidové republiky Liou Jen-tung.

## Kritika
Seriál vyvolal značné kontroverze jak z hlediska svého výtvarného zpracování, tak z hlediska politického. Kritizováno bylo například to, že se seriál výtvarně ani charakterem nedrží své původní předlohy a jeho pojetí je značně kýčovité. Další kritika poukazovala na to, že Zdeněk Miler během svého života několikrát vyslovil názor, že si nepřeje, aby se v seriálu o krtkovi pokračovalo. V politické rovině byl kritizován podlézavý postoj krtka vůči pandě, ve kterém může být spatřována určitá podbízivost Česka vůči Číně. Mnozí se také podivovali nad tím, že se krtek začal chovat velmi dětinsky a najednou začal mluvit, přestože v původním seriálu s výjimkou prvního dílu nemluvil.
Oproti tomu mnohým malým dětem se seriál líbil, vzhledem k odlišnému stylu jej některé ani nepovažovaly za pokračování klasického „krtečka“.

## Jednotlivé epizody
1. Přítel z dálky
2. Uvítací večírek
3. Krtkův nový dům
4. Zajímavá past
5. Ještěrčí ocásek
6. Jak vyléčit draka
7. Den objímání v lese
8. Kdo dostane meloun
9. Nejkrásnější květina
10. Kouzelné základní barvy
11. Co se to blýská
12. Čí je to vajíčko
13. Velký meloun
14. Lesní olympiáda
15. Pravý nebo falešný medvěd
16. Šťastné kolo
17. Rybka na souši
18. Velké horko
19. Párty černobílých zvířátek
20. Duhová zahrada
21. Záchrana před deštěm
22. Nezvaní hosté
23. Červený lampion
24. Sezení na vejci
25. Dědečkovy brýle
26. Strom s knedlíčky
27. Potravinové tyčinky
28. Jeskynní monstrum
29. Semena melounu
30. Panda a nůžky
31. Talentové představení
32. Mapa pokladu
33. Mluvka
34. Krtkova lopata
35. Chuť mraků
36. Mimozemšťan
37. Zábavní park
38. Dálkové ovládání
39. Noční vylomeniny
40. Zloděj dortů
41. Dočasná chůva
42. Skryté poklady
43. Vodní hry
44. Magická lucerna
45. Krtčí nemoc
46. Nalezenec
47. Krtkova tajemství
48. Kaštanový dort
49. Lekce kreslení
50. Kurýr Panda
51. Kouzelné triky
52. Krtkovy narozeniny

## Konec seriálu
V roce 2019 pražský vrchní soud rozhodl, že Karolína Milerová a její firma nemá výhradní právo nabízet licenci pro vytváření produktů s motivem krtka, protože obsah smlouvy, kterou se svým dědečkem Zdeňkem Milerem uzavřela, nebyl dostatečně konkrétní. Milerová proti rozhodnutí soudu podala dovolání, nakonec se ale všichni dědicové po Zdeňku Milerovi dohodli mimosoudně a Milerová své dovolání stáhla. Po konstatování Milerových dědiců, že seriál Krtek a Panda nectí ducha původního příběhu, se smluvní strany dohodly na ukončení projektu.

## Odraz v kultuře
Skupina 4TET ve své interpretaci písně Windsurfing rapuje „…jako krtek do Číny / rád bych se prohrabal / chytil dobrej vítr / a s pandou tancoval…“